# Ethiopica inornata
Ethiopica inornata är en fjärilsart som beskrevs av Emilio Berio 1975. Ethiopica inornata ingår i släktet Ethiopica och familjen nattflyn. Inga underarter finns listade i Catalogue of Life.